# Điểm G
Điểm G, hay còn gọi là điểm Gräfenberg (vinh danh bác sĩ phụ khoa người Đức Ernst Gräfenberg), là một vùng kích thích tình dục của âm đạo. Khi kích thích vùng này có thể gây hưng phấn mạnh mẽ, cực khoái và xuất tinh ở nữ giới. Điểm G thường được tìm thấy ở vị trí cách cửa âm đạo khoảng 5–8 cm (2–3 in) trong thành âm đạo trước. Vùng nhạy cảm này có thể là một phần của tuyến tiền liệt nữ (tuyến Skene).
Sự tồn tại của điểm G vẫn chưa được chứng minh. Mặc dù điểm G được nghiên cứu từ những năm 1940 nhưng hiện nay vẫn còn có nhiều tranh cãi về sự tồn tại của điểm G, liệu có nên coi điểm G là một cấu trúc giải phẫu, và nếu điểm G là một cấu trúc giải phẫu thì định nghĩa nó như thế nào và vị trí ra sao. Điểm G có thể là phần mở rộng của âm vật (cũng là chỗ gây ra cực khoái qua âm đạo). Các nhà tình dục học và các nhà nghiên cứu khác lo ngại rằng phụ nữ có thể coi mình bị rối loạn sinh lý nếu họ không cảm thấy hưng phấn khi kích thích điểm G. Họ nhấn mạnh rằng phụ nữ không cảm thấy kích thích điểm G là rất bình thường, không phải là dấu hiệu của bệnh lý.

## Cấu trúc giải phẫu

### Vị trí
Hai phương pháp chính được sử dụng để xác định và định vị trí điểm G là một khu vực nhạy cảm trong âm đạo:
1. Phương pháp tự kích thích và tự báo cáo về vị trí nhạy cảm
2. Phương pháp kích thích điểm G dẫn đến xuất tinh ở phụ nữ.

Siêu âm cũng được sử dụng để xác định sự khác biệt về sinh lý giữa các phụ nữ và những thay đổi đối với vùng điểm G trong hoạt động tình dục.
Vị trí của điểm G thường ở bên trong âm đạo từ 50-80 mm (2-3 in) bên trong, thành trước âm đạo. Đối với một số phụ nữ, kích thích khu vực này tạo ra cực khoái mãnh liệt hơn so với kích thích âm vật. Khu vực điểm G được mô tả là cần được kích thích trực tiếp bằng hai ngón tay. Cố gắng kích thích khu vực này thông qua thâm nhập tình dục, đặc biệt là ở tư thế quan hệ tình dục thông thường, rất khó vì cần phải thâm nhập với góc quay cụ thể.

### Âm đạo và âm vật

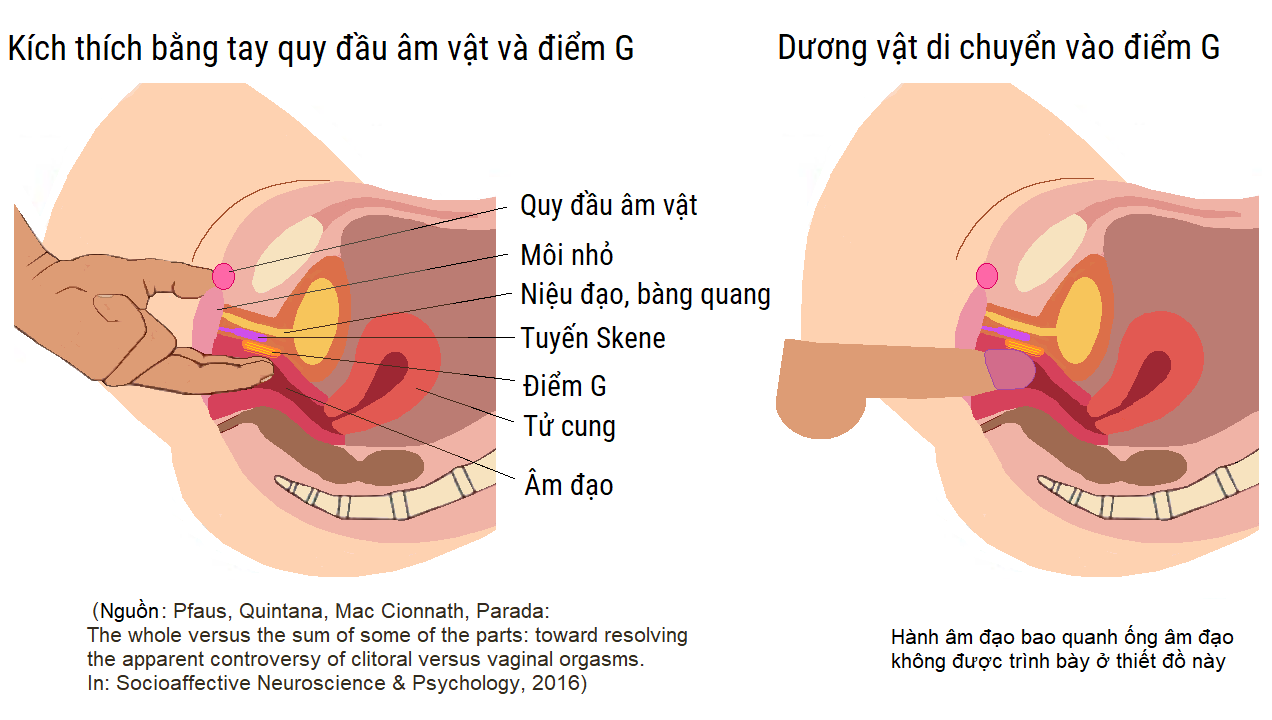
Kích thích điểm G bằng tay và bằng dương vật

Phụ nữ thường cần kích thích âm vật trực tiếp để đạt cực khoái, và kích thích điểm G có thể đạt được tốt nhất bằng cách sử dụng cả kích thích bằng tay và thâm nhập âm đạo. Mát xa yoni cũng kích thích điểm G bằng tay.
Có thể dùng đồ chơi tình dục để kích thích điểm G. Máy rung điểm G thiết kế tựa như dương vật có đoạn cong để chạm vào, kích thích điểm G. Máy rung điểm G được làm từ các chất liệu tương tự như máy rung thông thường, từ nhựa cứng, cao su, silicon, gel. Mức độ thâm nhập của âm đạo khi sử dụng máy rung điểm G tùy thuộc vào từng phụ nữ, vì tâm sinh lý của phụ nữ không phải lúc nào cũng giống nhau. Tác dụng của kích thích điểm G khi sử dụng dương vật hoặc máy rung điểm G có thể được tăng cường bằng cách kích thích bổ sung nhiều vùng khác dễ bị kích thích trên cơ thể phụ nữ, chẳng hạn như âm vật hoặc âm hộ. Khi sử dụng máy rung điểm G, có thể đồng thời dùng tay hoặc máy rung để kích thích âm vật.
Năm 1981, một nghiên cứu cho rằng kích thích thành trước âm đạo làm cho khu vực này phát triển thêm 50% và khi điểm G được kích thích thì mức độ kích thích/đạt cực khoái sẽ mãn nguyện hơn. Năm 1983, một nghiên cứu trên 11 phụ nữ bằng cách sờ nắn toàn bộ âm đạo theo chiều kim đồng hồ, và báo cáo phản ứng cụ thể với kích thích thành trước âm đạo ở 4 phụ nữ, kết luận rằng khu vực này chính là điểm G. Trong một nghiên cứu năm 1990, 2.350 phụ nữ ở Hoa Kỳ và Canada nhận được một bộ câu hỏi ẩn danh và đạt tỷ lệ phản hồi 55%. Trong số những người phản hồi này, 40% cho biết có tiết dịch (xuất tinh) tại thời điểm đạt cực khoái, và 82% phụ nữ cho biết tác động vào vùng nhạy cảm (điểm Gräfenberg) cũng gây xuất tinh khi đạt cực khoái.
Một số nghiên cứu cho rằng cực khoái điểm G và âm vật có cùng nguồn gốc. Masters và Johnson là những người đầu tiên xác định rằng các cấu trúc âm vật bao quanh và kéo dài dọc theo và vào trong môi âm hộ. Khi nghiên cứu chu kỳ đáp ứng tình dục của phụ nữ với các kích thích khác nhau, họ quan sát thấy rằng cả cực khoái âm vật và âm đạo đều có các giai đoạn đáp ứng thể chất giống nhau và nhận thấy rằng phần lớn đối tượng chỉ có thể đạt được cực khoái âm vật, trong khi một số ít đạt được cực khoái âm đạo. Trên cơ sở này, Masters và Johnson lập luận rằng kích thích âm vật là nguồn gốc của cả hai loại cực khoái, lập luận rằng âm vật bị kích thích trong quá trình thâm nhập bằng cách chà sát mui âm vật.
Các nhà nghiên cứu tại Đại học L'Aquila sử dụng phương pháp siêu âm và đưa ra bằng chứng cho thấy những phụ nữ trải qua cực khoái âm đạo theo thống kê có nhiều khả năng thành trước âm đạo có mô dày. Họ tin rằng những phát hiện này giúp phụ nữ có thể làm xét nghiệm nhanh để xác nhận xem họ có điểm G hay không. Giáo sư dịch tễ học di truyền, Tim Spector, người đồng tác giả nghiên cứu đặt câu hỏi về sự tồn tại của điểm G và hoàn thiện nó vào năm 2009, cũng đưa ra giả thuyết về mô dày ở vùng điểm G. Ông nói rằng mô này có thể là một phần của âm vật và không phải là một vùng sinh dục riêng biệt.
Một nghiên cứu được công bố vào năm 2005 điều tra kích thước của âm vật và củng cố giả thuyết mô âm vật kéo dài vào thành trước của âm đạo. Nhà nghiên cứu chính của nghiên cứu là nhà tiết niệu người Úc, bà Helen O'Connell khẳng định rằng mối quan hệ này là lời giải thích cho sinh lý điểm G và trải nghiệm cực khoái âm đạo, có tính đến sự kích thích của các bộ phận bên trong âm vật trong quá trình thâm nhập vào âm đạo. Bà O'Connell cho chụp cộng hưởng từ và ghi nhận mối quan hệ trực tiếp giữa chân hoặc gốc của âm vật và mô của "củ âm vật", niệu đạo và âm đạo. Bà kết luận: “Thành âm đạo thực chất là âm vật.", "Nếu bạn nhấc da khỏi âm đạo ở thành bên, bạn sẽ thấy "củ âm vật" là những khối mô cương cứng hình tam giác hay hình lưỡi liềm." Năm 1998, O'Connell và cộng sự thực hiện phẫu tích trên bộ phận sinh dục nữ trên tử thi, chụp ảnh lại để lập bản đồ cấu trúc dây thần kinh ở âm vật, đều cho kết quả rằng âm vật có sự khác biệt so với quy đầu và khẳng định rằng có mô cương có nhiều ở âm vật hơn những gì được mô tả trong sách giáo khoa giải phẫu trước đó. Họ kết luận rằng một số phụ nữ có mô và dây thần kinh âm vật rộng và nhiều hơn những người khác, vì họ đã quan sát thấy điều này ở những tử thi trẻ so với những người già, và do đó trong khi phần lớn phụ nữ chỉ có thể đạt được cực khoái bằng cách kích thích trực tiếp phần ngoài của âm vật, một số chỉ cần kích thích các mô khác của âm vật thông qua giao hợp.
Nhà nghiên cứu người Pháp Odile Buisson và Pierre Foldès báo cáo những phát hiện tương tự như kết quả của O'Connell. Năm 2008, họ xuất bản bản siêu âm 3D hoàn chỉnh đầu tiên về âm vật được kích thích. Bản siêu âm tái bản năm 2009 có thêm nghiên cứu mới chứng minh những cách mà mô cương của âm vật tụ lại và bao quanh âm đạo. Trên cơ sở nghiên cứu này, họ lập luận rằng phụ nữ có thể đạt được cực khoái âm đạo thông qua kích thích điểm G bởi vì âm vật được kéo sát vào thành trước của âm đạo khi phụ nữ kích thích tình dục và trong quá trình thâm nhập vào âm đạo. Họ khẳng định rằng vì thành trước của âm đạo được liên kết chặt chẽ với các bộ phận bên trong âm vật, nên việc kích thích âm đạo mà không kích hoạt âm vật có thể là điều không thể. Trong nghiên cứu được công bố năm 2009, "những thiết đồ đứng ngang chụp được trong quá trình co thắt đáy chậu và sự thâm nhập của ngón tay đã chứng minh mối quan hệ chặt chẽ giữa gốc âm vật và thành trước âm đạo". Buisson và Foldès cho rằng "sự nhạy cảm đặc biệt của thành trước âm đạo dưới có thể được giải thích bởi áp lực và chuyển động của gốc âm vật trong quá trình thâm nhập âm đạo và co thắt đáy chậu".

### Tuyến tiền liệt của nữ
Năm 2001, Ủy ban Liên đoàn về Thuật ngữ Giải phẫu chấp nhận tuyến tiền liệt của nữ là thuật ngữ thứ hai để gọi tuyến Skene. Tuyến này tìm thấy ở điểm G dọc theo thành niệu đạo. Tuyến tiền liệt của nam tương đồng về mặt sinh học so với tuyến Skene; do đó tuyến tiền liệt của nam được gọi một cách không chính thức là điểm G của nam giới vì mát xa tuyến tiền liệt có thể gây hưng phấn.
Năm 1672, Regnier de Graaf quan sát thấy rằng chất tiết khi nữ giới xuất tinh trong âm đạo giúp bôi trơn, "làm dễ chịu trong khi quan hệ". Những giả thuyết khoa học hiện đại nhận ra mối liên kết giữa sự nhạy cảm điểm G với quá trình xuất tinh, hình thành nên ý niệm chất dịch xuất tinh ngoài nước tiểu của phụ nữ có thể bắt nguồn từ tuyến Skene. Tuyến Skene của nữ và tuyến tiền liệt của nam đều có kháng nguyên và acid phosphatase đặc hiệu của tuyến tiền liệt, nên có thể gọi tuyến Skene là tuyến tiền liệt của nữ. Ngoài ra, enzym PDE5 (liên quan đến rối loạn cương dương) cũng có liên quan đến khu vực điểm G. Vì những yếu tố này, có tranh luận rằng điểm G là một hệ thống các tuyến và ống dẫn nằm trong thành trước âm đạo. Cũng có nghiên cứu về liên quan giữa điểm G với niệu đạo xốp.

## Ý nghĩa lâm sàng
Khuếch đại điểm G (G-Shot) là một thủ thuật nhằm mục đích tăng khoái cảm tạm thời ở phụ nữ hoạt động tình dục có chức năng tình dục bình thường, tập trung vào việc tăng kích thước và độ nhạy cảm của điểm G. Khuếch đại điểm G được thực hiện bằng cách cố gắng xác định vị trí điểm G và ghi chép lại để có thể tham khảo. Sau khi làm tê tại chỗ, collagen được tiêm trực tiếp vào dưới niêm mạc ở chỗ xác định là điểm G.
Trường Cao đẳng Sản phụ khoa Hoa Kỳ năm 2007 cảnh báo rằng không đủ chứng cứ y học để thực hiện thủ thuật khuếch đại, chưa chứng minh được đây là thủ thuật an toàn, hiệu quả. Những rủi ro tiềm ẩn có thể gây rối loạn chức năng tình dục, nhiễm trùng, loạn cảm giác, đau khi quan hệ và để lại sẹo. Quy trình này cũng không được Cơ quan Quản lý Thực phẩm và Dược phẩm và Hiệp hội Y khoa Hoa Kỳ chấp thuận, và không có bình duyệt nào được chấp nhận về tính an toàn hoặc hiệu quả của phương pháp điều trị này.

## Xã hội và văn hoá

### Hoài nghi
Ngoài sự hoài nghi giữa các bác sĩ phụ khoa, nhà tình dục học và các nhà nghiên cứu khác rằng điểm G tồn tại, một nhóm nghiên cứu tại Đại học Hoàng đế Luân Đôn cuối năm 2009 cho rằng sự tồn tại của điểm G là mang tính chủ quan. Trong một đề tài nghiên cứu khoa học, họ lấy mẫu là 1.800 cặp sinh đôi nữ, và theo như phản hồi trong bộ câu hỏi, họ nhận thấy rằng các cặp sinh đôi không báo cáo có vị trí điểm G giống nhau. Tim Spector là người đứng đầu nghiên cứu kéo dài 15 năm về các cặp song sinh, đó là các cặp song sinh giống hệt và không giống hệt nhau. Theo giả thiết, nếu một cặp song sinh giống hệt nhau báo cáo có điểm G, nhiều khả năng người kia cũng vậy, nhưng giả thiết trên thực tế không đúng. Đồng tác giả nghiên cứu, bà Andrea Burri tin rằng: "Thật vô trách nhiệm khi tuyên bố sự tồn tại của một thứ chưa bao giờ được khoa học chứng minh và gây áp lực cho cả phụ nữ và nam giới." Bà nói rằng một trong những lý do của nghiên cứu là để loại bỏ cảm giác "tủi thân" đối với những phụ nữ lo sợ họ không có điểm G. Nhà nghiên cứu Beverly Whipple bác bỏ kết quả nghiên cứu, nhận xét rằng các cặp song sinh có các kỹ thuật giao cấu và bạn tình khác nhau, và nghiên cứu bỏ qua trường hợp người đồng tính nữ hoặc song tính luyến ái.
Nhà khoa học người Anh, bà Petra Boynton, đã giành nhiều giấy mực cho các bài tranh luận về điểm G, cũng lo ngại về việc lan tỏa ý niệm về điểm G khiến phụ nữ cảm thấy bị "rối loạn chức năng" nếu họ không tìm thấy điểm G. Bà nói: “Tất cả chúng ta đều khác nhau. Một số phụ nữ sẽ có vùng bên trong âm đạo sẽ rất nhạy cảm và một số khác thì không, nhưng chỗ nhạy cảm nhất của họ không nhất thiết phải ở trong khu vực được gọi là điểm G. Nếu một người phụ nữ dành toàn bộ thời gian để lo lắng xem mình có bình thường không, có điểm G hay không, thì cô ấy sẽ chỉ tập trung vào vùng này mà bỏ sót vùng nhạy cảm khác. [Việc tạo ra ý niệm điểm G] không khác gì bảo người phụ nữ rằng chỉ có một chỗ nhạy cảm duy nhất khi quan hệ."

### Tận cùng thần kinh
Những người ủng hộ điểm G bị chỉ trích vì đã quá tin tưởng vào bằng chứng vụn vặt (anecdotal evidence). Mặt khác, một số tài liệu nói rằng các đầu dây thần kinh tập trung với mật độ nhiều ở 1/3 dưới (gần lỗ vào) của âm đạo, nhưng một số nghiên cứu khoa học về thần kinh chi phối thành âm đạo lại phủ nhận luận điểm trên.
Một số nhà nghiên cứu cũng coi mối quan hệ giữa tuyến Skene và điểm G là ít thuyết phục. Tuy nhiên, niệu đạo xốp (cũng được giả thuyết là điểm G) chứa các đầu tận cùng thần kinh và mô cương. Độ nhạy không được xác định bởi mật độ tế bào thần kinh đơn thuần: những yếu tố khác như kiểu phân nhánh của các đầu tận cùng tế bào thần kinh và sự chi phối tế bào của neuron. Trong khi những người phản đối điểm G cho rằng vì có rất ít đầu dây thần kinh xúc giác trong âm đạo và do đó điểm G không thể tồn tại, những người ủng hộ điểm G lại cho rằng cực khoái âm đạo phụ thuộc vào dây thần kinh nhạy cảm với áp lực.

### Các cuộc tranh luận về âm vật và cấu trúc giải phẫu khác

Giải phẫu âm vật và hành âm đạo

Vincenzo Puppo đồng ý rằng âm vật là trung tâm của khoái cảm tình dục của phụ nữ, nhưng không đồng ý với Helen O'Connell và những mô tả giải phẫu và thuật ngữ của các nhà nghiên cứu khác về âm vật. Ông cho rằng, "Củ âm vật là một thuật ngữ không chính xác từ quan điểm phôi thai học và giải phẫu học, trên thực tế, củ âm vật không phát triển từ thể dương vật, và chúng không thuộc về âm vật." Ông nói rằng hành âm vật "không phải là một thuật ngữ được sử dụng trong giải phẫu người" và cho rằng hành âm đạo là thuật ngữ chính xác, đồng thời nói thêm rằng các bác sĩ phụ khoa và chuyên gia tình dục nên thông báo cho công chúng sự thật thay vì giả thuyết hoặc ý kiến cá nhân. Ông cho biết thêm: "Cực khoái vùng âm đạo/tử cung hay là cực khoái điểm G/ điểm A/điểm C/ điểm U và xuất tinh ở nữ, là những thuật ngữ mà những nhà tình dục học, phụ nữ và phương tiện truyền thông đại chúng không được sử dụng", "thành trước âm đạo được ngăn cách với thành sau của niệu đạo bởi vách âm đạo niệu đạo (dày 10–12 mm)", cấu trúc mang tên "âm vật trong" không tồn tại. Puppo cho biết: "Niệu đạo tầng sinh môn phụ nữ, nằm ở phía trước của thành trước âm đạo, có chiều dài khoảng 1 cm và điểm G nằm ở thành chậu của niệu đạo, cách âm đạo 2–3 cm". Puppo cho rằng dương vật không thể tiếp xúc với tập hợp thần kinh/tĩnh mạch nằm ở góc âm vật và không thể tiếp xúc với rễ âm vật (là nơi không có receptor cảm giác trong suốt quá trình quan hệ tình dục). Tuy nhiên, Puppo đã bác bỏ định nghĩa cực khoái do điểm G, ông nói rằng "không có bằng chứng giải phẫu nào ủng hộ cho khái niệm cực khoái âm đạo mà Freud phát minh vào năm 1905, nó không có bất kỳ cơ sở khoa học nào"
Luận điểm trên của Puppo cho rằng không có mối quan hệ giải phẫu nào giữa âm đạo và âm vật là trái ngược với luận điểm chung của các nhà nghiên cứu rằng cực khoái âm đạo là kết quả của sự kích thích âm vật. Nhà nghiên cứu Amichai Kilchevsky cho biết: “Quan điểm của tôi là điểm G thực sự chỉ là phần mở rộng của âm vật ở bên trong âm đạo, tương tự như phần gốc của dương vật nam giới. Bởi vì trong trường hợp không tiếp xúc đáng kể với hormone nam, sự phát triển của bào thai nữ mang tính "mặc định". Do vậy, dương vật về cơ bản là một âm vật được các hormone nam đó kích thích và phát triển". Kilchevsky tin rằng không có lý do tiến hóa nào giải thích được tại sao phụ nữ lại có hai cấu trúc riêng biệt có khả năng tạo ra cực khoái. Kilchevsky đổ lỗi cho ngành công nghiệp khiêu dâm và "những người quảng bá điểm G" đã cố gắng củng cố luận điểm về điểm G là một cấu trúc giải phẫu riêng biệt.
Khó khăn để đạt cực khoái âm đạo là một tình trạng giảm điều kiện và khả năng sinh con bằng cách giảm mạnh số lượng đầu dây thần kinh âm đạo. Khái niệm này có phần xung khắc với luận điểm cực khoái âm đạo giúp khuyến khích quan hệ tình dục nhằm tạo điều kiện sinh sản. O'Connell tuyên bố rằng việc tập trung vào điểm G để loại trừ phần còn lại của cơ thể phụ nữ "giống như việc kích thích tinh hoàn của một chàng trai mà không cần chạm vào dương vật và mong đợi cực khoái xảy ra chỉ vì họ yêu nhau thật lòng". Bà nói: "tốt nhất nên coi âm vật, niệu đạo và âm đạo là một đơn vị vì chúng có quan hệ mật thiết với nhau". Ian Kerner nói rằng điểm G có thể là "không gì khác hơn là rễ của âm vật đan chéo vào niệu đạo xốp".
Một nghiên cứu của Đại học Rutgers công bố vào năm 2011, là nghiên cứu đầu tiên lập bản đồ bộ phận sinh dục nữ vào phần cảm giác của não và hỗ trợ khả năng xuất hiện điểm G riêng biệt. Khi nhóm nghiên cứu yêu cầu một số phụ nữ tự kích thích mình trong khi chụp cộng hưởng từ chức năng (fMRI), trên thiết đồ não cho thấy việc kích thích âm vật, âm đạo và cổ tử cung làm sáng lên những khu vực khác biệt của vỏ não cảm giác của phụ nữ, có nghĩa là não bộ ghi nhận những cảm giác khác biệt giữa việc kích thích âm vật, cổ tử cung và thành âm đạo (nơi ghi nhận điểm G). Barry Komisaruk, người đứng đầu kết quả nghiên cứu cho biết: “Tôi nghĩ rằng phần lớn bằng chứng cho thấy điểm G không phải là một chi tiết giải phẫu cụ thể. "Nó không giống như câu hỏi, 'Tuyến giáp là gì?' Điểm G giống như một thành phố New York. Đó là một vùng, là nơi hội tụ của nhiều cấu trúc khác nhau."

Năm 2009, Tạp chí Y học tình dục tổ chức một cuộc tranh luận cho cả hai bên về vấn đề điểm G, kết luận rằng cần có thêm bằng chứng để xác thực sự tồn tại của điểm G. Vào năm 2012, nhiều học giả bao gồm Kilchevsky, Vardi, Lowenstein và Gruenwald tuyên bố trên tạp chí này rằng: "Thông tin trên phương tiện truyền thông đại chúng sẽ khiến người ta tin rằng điểm G là một thực thể có khả năng tạo ra các kích thích tình dục cực khoái, nhưng điều này khác xa với sự thật." Họ trích dẫn rằng hàng chục thử nghiệm cố gắng xác nhận sự tồn tại của điểm G bằng cách sử dụng khảo sát, bệnh phẩm bệnh học, phương thức chẩn đoán hình ảnh khác nhau. các dấu hiệu sinh hóa, và kết luận:
Các cuộc khảo sát cho thấy phần lớn phụ nữ tin rằng điểm G thực sự tồn tại, mặc dù không phải tất cả phụ nữ tin vào điểm G đều có thể xác định được vị trí đó. Những nỗ lực để xác định đặc điểm chi phối thần kinh của âm đạo đã cho thấy một số khác biệt trong sự phân bố dây thần kinh khắp âm đạo, mặc dù những phát hiện này không mang đặc tính loài. Hơn nữa, các nghiên cứu chẩn đoán hình ảnh không chứng minh được một thực thể duy nhất (ngoài âm vật) mà sự kích thích trực tiếp dẫn đến cực khoái âm đạo. Những phép đo khách quan không cung cấp bằng chứng chắc chắn và nhất quán về sự tồn tại của một vị trí giải phẫu có thể liên quan đến điểm G. Tuy nhiên, những báo cáo đáng tin cậy và lời chứng thực giai thoại về sự tồn tại của một khu vực nhạy cảm cao ở đầu xa thành trước âm đạo đặt ra câu hỏi liệu những phương pháp điều tra đã được thực hiện đã đủ hay là chưa đủ để tìm kiếm điểm G.
Một đánh giá năm 2014 từ tập san học thuật Nature Reviews Urology khẳng định rằng "không có cấu trúc giải phẫu duy nhất nào phù hợp với cái gọi là điểm G."

## Lịch sử
Việc giải phóng dịch lỏng được các nhà y học coi là có lợi cho sức khỏe. Trong bối cảnh này, nhiều phương pháp khác nhau đã được sử dụng trong nhiều thế kỷ để giải phóng "hạt giống cái" (thông qua chất bôi trơn âm đạo hoặc xuất tinh ở phụ nữ) như một phương pháp điều trị chứng suffocation ex semine retento (tử cung nghẹt thở), chứng hysteria ở nữ hoặc thiếu máu nhược sắc. Hộ sinh sẽ cọ xát thành âm đạo hoặc đưa vật có hình dạng giống dương vật vào âm đạo. Trong cuốn sách History of V, Catherine Blackledge liệt kê những thuật ngữ cũ dùng để chỉ tuyến tiền liệt của phụ nữ (tuyến Skene), bao gồm dòng nước nhỏ, ngọc trai đen, cung điện của người âm ở Trung Quốc, da của giun đất ở Nhật Bản, và saspanda nadi trong cẩm nang tình dục Ananga Ranga của Ấn Độ.
Bác sĩ người Hà Lan ở thế kỷ 17 Regnier de Graaf đã mô tả sự xuất tinh của phụ nữ và ám chỉ một khu vực sinh dục trong âm đạo mà ông liên kết là tương đồng với tuyến tiền liệt của nam giới; Khu vực này sau đó đã được bác sĩ phụ khoa người Đức Ernst Gräfenberg xác nhận. điểm G do Addiego và cộng sự đặt vào năm 1981 nhằm vinh danh Gräfenberg, Alice Kahn Ladas, Beverly Whipple và cộng sự thực hiện điều tương tự vào năm 1982. Tuy nhiên, nghiên cứu của Gräfenberg vào những năm 1940 dành riêng cho việc kích thích niệu đạo; Gräfenberg tuyên bố, "Vùng nhạy cảm luôn ở thành trước âm đạo dọc theo đường niệu đạo". Khái niệm về điểm G ăn sâu vào văn hóa đại chúng với ấn phẩm năm 1982 về Điểm G và những khám phá gần đây khác về tình dục của con người của Ladas, Whipple và Perry, nhưng ngay lập tức ấn phẩm bị các bác sĩ phụ khoa chỉ trích.